# Eristalis rabida
Eristalis rabida  (лат.)  — вид мух-журчалок из подсемейства Eristalinae.

## Распространение
Распространён в южной части Хабаровской области, в Амурской области, Приморском крае и Якутии.

## Описание
Крылья слегка затемнённые. Голова заметно шире переднеспинки. t3 снизу в базальной трети без чёрных шипиков или щетинок